# Joseph Levy Blumenthal
Joseph Levy Blumenthal (auch Leopold) (* 23. Juni 1819 in Rödelheim; † 1. August 1898 in Frankfurt am Main) war ein deutscher Kaufmann und Politiker.
Blumenthal, der jüdischen Glaubens war, lebte als Kaufmann in der Freien Stadt Frankfurt. Dort war er auch politisch aktiv. 1866 war er Mitglied des Gesetzgebenden Körpers der Stadt, nach deren Annexion durch Preußen im selben Jahr war er nicht mehr politisch tätig.